# Нови-Бор
Нови-Бор (чеш. Nový Bor, МФА: ˈnoviː ˈbor), ранее Гайда или Хайда (нем. Haida) — город на севере Чехии, в Либерецком крае.

## Краткая справка
Население — 12 343 человека по состоянию на 3 июля 2006 года. Площадь города 19,45 квадратных километров, высота 365 м над уровнем моря. Почтовые индексы: 471 18 и 473 01.

## Расположение
Город расположен между Лужицкими горами (чеш. Lužické hory) и Центральнобогемским нагорьем (чеш. České středohoří). Впервые упоминается в 1471 году в документах как деревня Арнсдорфф (по-чешски Арнультовице). В XVII и XVIII веках население города росло, и с 1757 года деревня получила статус города, а также новое имя — Хайда. В 1783 году инженер Эмануэль Кляйнвехтер создал план обустройства города и посадки зелёных насаждений. С конца XVIII века Нови Бор известен как центр производства стекольных изделий.

## Климат
Нови-Бор расположен в горном регионе, где присутствует свой локальный климат. Среднегодовые температуры составляют от 5 до 7 °C, осадков выпадает от 800 до 1000 мм. Зимой часто идёт снег (особенно в северной, горной части города), что создаёт хорошие условия для занятий зимними видами спорта. Большую часть города занимают леса.

## Достопримечательности
В городе созданы условия для занятий велосипедным, лыжным видами спорта и лёгкой атлетикой. Самой высокой точкой города является гора Клич высотой 759 метров, откуда возможно увидеть большую часть Северной Богемии, а также часть Германии и Польши. На востоке есть горы Крконоше, с которых открывается вид на Прагу в южном направлении.
Достопримечательностью города являются также региональный Музей стекла, церковь в стиле барокко 1792 года и другие исторические здания. Сотни небольших фабрик по производству стеклянных изделий в окрестностях города предлагают туристам возможность увидеть процесс изготовления разнообразных стеклянных изделий.

## Население
| Год  | Численность | Численность |
| ---- | ----------- | ----------- |
| 1869 | 6300        | [ 5 ]       |
| 1880 | 7786        | [ 5 ]       |
| 1890 | 8006        | [ 5 ]       |
| 1900 | 8635        | [ 5 ]       |
| 1910 | 9537        | [ 5 ]       |
| 1921 | 8862        | [ 5 ]       |
| 1930 | 9851        | [ 5 ]       |
| 1950 | 7229        | [ 5 ]       |
| 1961 | 7868        | [ 5 ]       |
| 1970 | 8669        | [ 5 ]       |
| 1980 | 10 828      | [ 5 ]       |
| 1991 | 12 166      | [ 5 ]       |
| 2001 | 12 342      | [ 5 ]       |
| 2014 | 11 962      | [ 6 ]       |
| 2016 | 11 844      | [ 7 ]       |
| 2017 | 11 826      | [ 8 ]       |
| 2018 | 11 699      | [ 9 ]       |
| 2019 | 11 678      | [ 10 ]      |
| 2020 | 11 616      | [ 11 ]      |
| 2021 | 11 582      | [ 12 ]      |
| 2022 | 11 458      | [ 13 ]      |
| 2023 | 11 485      | [ 14 ]      |
| 2024 | 11 412      | [ 3 ]       |

## Галерея

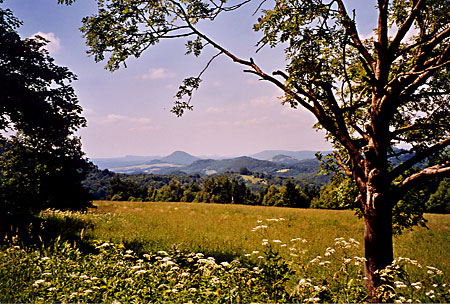
Окрестности Нови Бора
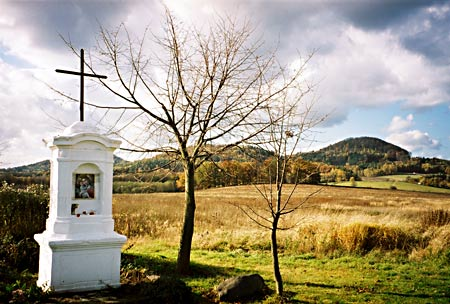
Окрестности Нови Бора
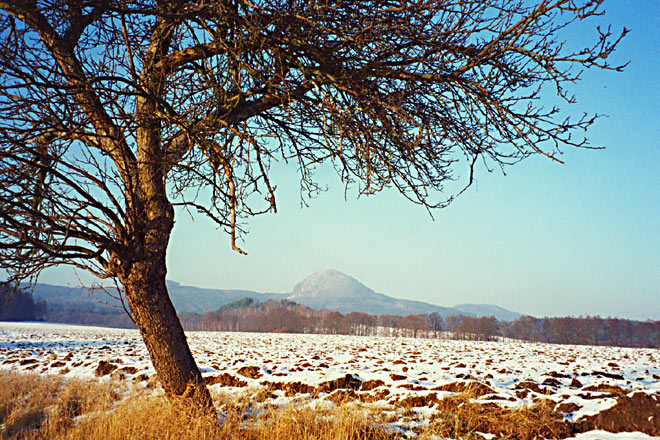
Гора Клич

## Города-побратимы
- Аниш, Франция (1969)[15]
- Приверно, Италия